# Matmos
I Matmos sono un duo di musica elettronica statunitense di musica elettronica e sperimentale.

## Storia del gruppo
Originari di San Francisco e in seguito trasferitisi a Baltimora, i Matmos sono composti da M.C. Schmidt e Drew Daniel, compagni nella vita oltre che nell'arte.
Dopo essersi conosciuti durante gli anni novanta, i Matmos, costituiti da Drew Daniel e Martin C. Schmidt, pubblicarono nel 1997 il primo album omonimo, caratterizzato da campionamenti tratti dal tessuto nervoso di un'aragosta, capelli che vengono tagliati, pagine sfogliate da un libro e molti altri. L'anno successivo uscì Quasi-Objects, album simile in stile all'esordio.
Il successivo The West, pubblicato nel 1999, fu il primo album a presentare fonti sonore tratte da strumenti musicali acustici. Dopo essere entrati in contatto con Björk durante le sessioni del suo album Homogenic (1997), ripresero una collaborazione con la cantante negli anni 2001 e 2004, periodi in cui programmarono le sue tracce Aurora, An Echo, A Stain, Hidden Place, Unison e Who is It: tutte presenti negli album Vespertine (2001) e Medúlla (2004).
I seguenti A Chance to Cut Is a Chance to Cure e The Civil War, rispettivamente usciti nel 2001 e nel 2003, sono entrambi concept album: il primo presenta esclusivamente riferimenti ai procedimenti chirurgici che avvengono in un ospedale, mentre il secondo è ispirato alla guerra civile inglese.
L'album The Rose Has Teeth In The Mouth Of A Beast, pubblicato nel 2006, omaggia personaggi di estrazione molto differente fra loro. Essi includono il filosofo Ludwig Wittgenstein, gli attori pornografici Boyd McDonald e James Bidgood, la scrittrice Patricia Highsmith, Ludovico II di Baviera e William Burroughs.
Durante la loro carriera i Matmos hanno collaborato con numerosi musicisti e progetti includenti Kid 606, Iao Core, J. Lesser, e So Percussion.

## Stile musicale
Ispirata dall'arte concettuale, e spesso aiutata da altri musicisti, la formazione rielabora le eredità di Pierre Schaeffer e della musica concreta esplorando combinazioni e convergenze nell'intreccio tra suono e ritmo. La loro musica, che spazia dal rock alla musica elettroacustica, alla musica cosmica e, in generale, alle avanguardie novecentesche, è spesso realizzata adoperando campionamenti tratti dai più svariati oggetti non musicali ma anche, a partire dall'album The West, utilizzando strumenti musicali della tradizione americana. Vennero inoltre definiti "il più elettronico dei gruppi post rock americani."

## Formazione
- M.C. Schmidt – strumentazione elettronica
- Drew Daniel – strumentazione elettronica

## Discografia

### Album
- 1997 - Matmos
- 1998 - Quasi-Objects
- 1999 - The West
- 2001 - A Chance to Cut Is a Chance to Cure
- 2002 - Live with Jay Lesser
- 2003 - The Civil War
- 2006 - The Rose Has Teeth in the Mouth of a Beast
- 2008 - Supreme Balloon
- 2013 - The Marriage of True Minds
- 2019 - Plastic Anniversary
- 2025 - Metallic Life Review

### EP
- 2001 - California Rhinoplasty
- 2004 - Rat Relocation Program
- 2006 - For Alan Turing
- 2012 - The Ganzfeld EP
- 2023 - SUCKER

### Collaborazioni e altro
- 1997 - 2xCD - con Kid 606 (attribuito a Disc)
- 1998 - Gaijin - con Kid 606 (attribuito a Disc)
- 1998 - Armadillidium Vulgare - attribuito a Iao Core
- 2000 - Full on Night - con i Rachel's
- 2000 - Transfer - con Kid 606
- 2003 - Wide Open Spaces - con Wobbly e People Like Us (live) (edizione limitata)
- 2010 - Simultaneous Quodlibet - con J. Lesser e Wobbly
- 2010 - Treasure State - con i So Percussion